# Modelatge de díodes

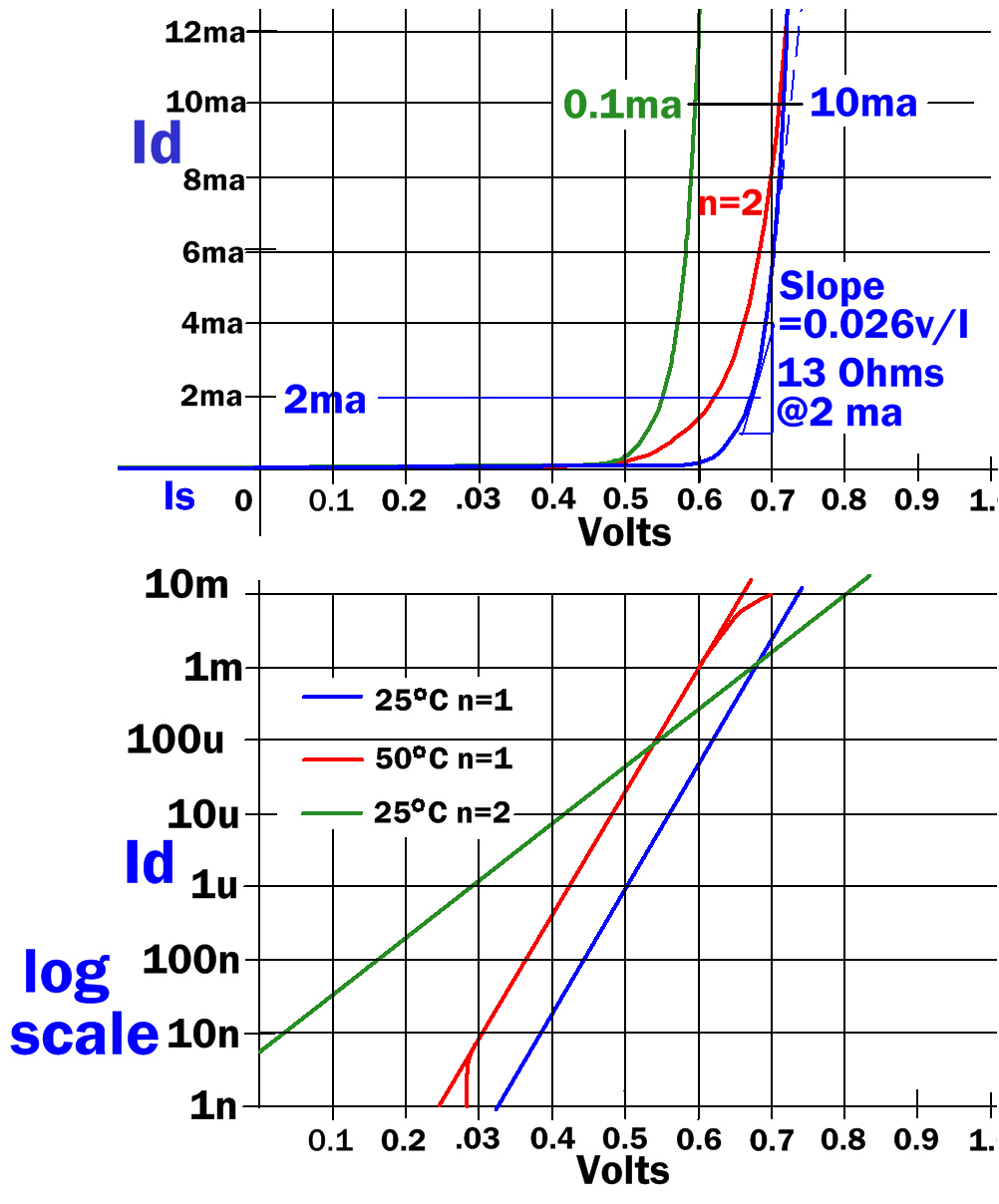
Gràfic de llei del díode, mostra la relació de voltatge i corrent d'un díode ideal.

En electrònica, el modelatge de díodes fa referència als models matemàtics utilitzats per aproximar el comportament real dels díodes reals per permetre càlculs i anàlisi de circuits. La corba I - V d'un díode és no lineal.
Un model físic molt precís, però complicat, compon la corba IV a partir de tres exponencials amb una inclinació lleugerament diferent (és a dir, factor d'idealitat), que corresponen a diferents mecanismes de recombinació en el dispositiu; a corrents molt grans i molt petites, la corba es pot continuar mitjançant segments lineals (és a dir, comportament resistiu).
En una aproximació relativament bona, un díode està modelat per la llei del díode de Shockley exponencial única. Aquesta no linealitat encara complica els càlculs en circuits que involucren díodes, de manera que sovint s'utilitzen models més simples.
Aquest article tracta el modelatge de díodes d'unió pn, però les tècniques es poden generalitzar a altres díodes d'estat sòlid.

## Modelatge per grans senyals

### Model de díode Shockley
L'equació del díode de Shockley relaciona el corrent del díode {\displaystyle I} d'un díode d'unió pn a la tensió del díode {\displaystyle V_{D}}. Aquesta relació és la característica del díode IV :
{\displaystyle I=I_{S}\left(e^{\frac {V_{D}}{nV_{\text{T}}}}-1\right)}
on {\displaystyle I_{S}} és el corrent de saturació o el corrent d'escala del díode (la magnitud del corrent que flueix per negatiu {\displaystyle V_{D}} per sobre d'uns quants {\displaystyle V_{\text{T}}}, normalment 10 -12 A). El corrent d'escala és proporcional a l'àrea de la secció transversal del díode. Continuant amb els símbols: {\displaystyle V_{\text{T}}} és la tensió tèrmica ({\displaystyle kT/q}, uns 26 mV a temperatures normals), i {\displaystyle n} es coneix com el factor d'idealitat del díode (per als díodes de silici {\displaystyle n} és aproximadament d'1 a 2).
Quan {\displaystyle V_{D}\gg nV_{\text{T}}} la fórmula es pot simplificar a:
{\displaystyle I\approx I_{S}\cdot e^{\frac {V_{D}}{nV_{\text{T}}}}}
Aquesta expressió és, però, només una aproximació d'una característica IV més complexa. La seva aplicabilitat és particularment limitada en el cas d'unions ultrasuperficials, per a les quals existeixen millors models analítics.

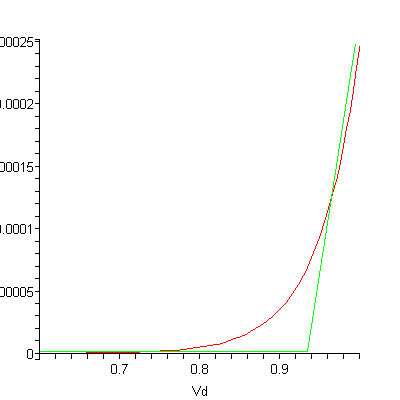
Una aproximació lineal a trossos de la característica del díode.

## Model lineal a trossos
A la pràctica, el mètode gràfic és complicat i poc pràctic per a circuits complexos. Un altre mètode per modelar un díode s'anomena modelatge lineal a trossos (PWL). En matemàtiques, això significa agafar una funció i dividir-la en diversos segments lineals. Aquest mètode s'utilitza per aproximar la corba característica del díode com una sèrie de segments lineals. El díode real es modela com 3 components en sèrie: un díode ideal, una font de tensió i una resistència.

## Modelatge per petits senyals

### Resistència
Utilitzant l'equació de Shockley, la resistència del díode de senyal petita {\displaystyle r_{D}} del díode es pot derivar sobre algun punt de funcionament (punt Q) on es troba el corrent de polarització {\displaystyle I_{Q}} de CC i la tensió aplicada del punt Q és {\displaystyle V_{Q}}. Per començar, la conductància del petit senyal del díode {\displaystyle g_{D}} es troba, és a dir, el canvi de corrent en el díode causat per un petit canvi de tensió a través del díode, dividit per aquest canvi de tensió, és a dir:
{\displaystyle g_{D}=\left.{\frac {dI}{dV}}\right|_{Q}={\frac {I_{s}}{n\cdot V_{\text{T}}}}e^{\frac {V_{Q}}{n\cdot V_{\text{T}}}}\approx {\frac {I_{Q}}{n\cdot V_{\text{T}}}}}
Aquesta última aproximació suposa que el corrent de polarització {\displaystyle I_{Q}} és prou gran perquè el factor 1 dels parèntesis de l'equació del díode de Shockley es pugui ignorar. Aquesta aproximació és precisa fins i tot a tensions bastant petites, a causa de la tensió tèrmica {\displaystyle V_{\text{T}}\approx 25\,{\text{mV}}} a 300 K, doncs {\displaystyle V_{Q}/V_{\text{T}}} tendeix a ser gran, és a dir, que l'exponencial és molt gran.
Tenint en compte que la resistència de petit senyal {\displaystyle r_{D}} és el recíproc de la conductància del senyal petit que s'acaba de trobar, la resistència del díode és independent del corrent alterna, però depèn del corrent continu i es dona com a
{\displaystyle r_{D}={\frac {n\cdot V_{\text{T}}}{I_{Q}}}}

### Capacitat
La càrrega del díode que transporta el corrent {\displaystyle I_{Q}} se sap que és
{\displaystyle Q=I_{Q}\tau _{F}+Q_{J}}
on {\displaystyle \tau _{F}} és el temps de trànsit directe dels portadors de càrrega: El primer terme de la càrrega és la càrrega en trànsit a través del díode quan el corrent és {\displaystyle I_{Q}}. El segon terme és la càrrega emmagatzemada a la mateixa unió quan es veu com un simple condensador; és a dir, com un parell d'elèctrodes amb càrregues oposades sobre ells. És la càrrega emmagatzemada en el díode en virtut de simplement tenir una tensió entre ell, independentment de qualsevol corrent que condueixi.
De la mateixa manera que abans, la capacitat del díode és el canvi en la càrrega del díode amb la tensió del díode:
{\displaystyle C_{D}={\frac {dQ}{dV_{Q}}}={\frac {dI_{Q}}{dV_{Q}}}\tau _{F}+{\frac {dQ_{J}}{dV_{Q}}}\approx {\frac {I_{Q}}{V_{\text{T}}}}\tau _{F}+C_{J}}
on {\displaystyle C_{J}={\frac {dQ_{J}}{dV_{Q}}}} és la capacitat de la unió i el primer terme s'anomena capacitat de difusió, perquè està relacionat amb el corrent que es difon per la unió.